# 多忠宗
多 忠宗（おおの ただむね、1506年（永正8年） - 1588年7月28日（天正16年6月5日））は、室町時代後期（戦国時代）から安土桃山時代の雅楽家。父は多忠時。

## 経歴
京都の生まれ。応仁の乱の鎮圧後、散逸しかけた神楽歌の諸家の伝承を比較や整理を行い、神楽の存続に貢献した。東儀鉄笛『楽道偉人伝』には、応仁の乱に楽道が廃退し、多氏の古譜も兵火に焼かれてしまったとある。神楽の秘訣は口伝であるため、忠宗はその伝を受け、秘蔵されている物を選び音節を明らかにし、子孫に伝えた。神楽が後世にあるのは忠宗の力が最も大きいとされる。